# Anuel AA
Emmanuel Gazmey Santiago (Carolina, Puerto Rico, 26 de novembre de 1992), més conegut com a Anuel AA, és un cantant porto-riqueny de trap i reggaeton.

## Biografia
Prové d'una família de classe mitjana de Carolina, Puerto Rico. Va néixer el 26 de novembre de 1992. És fill del músic i empresari José Gazmey, que havia estat vicepresident de Sony Music a Puerto Rico i amic del també cantant Tempo. Va estudiar al col·legi María Auxiliadora de Carolina, i en el transcurs de la seva formació va anar mostrant interès per la música fins que comença la seva carrera l'any 2010 amb el segell discogràfic Maybach Music.

## Carrera musical
Anuel AA va començar a gravar a Maybach Music. El seu primer tema musical va ser Demonia acompanyat de Ñengo Flow a finals del 2011. Es va mantenir gravant durant els pròxims anys fins que gràcies a l'ajuda de Ñengo Flow, Ozuna, entre d'altres, comença a guanyar popularitat a Puerto Rico i els Estats Units l'any 2014. En 2015 llançà el seu senzill Nacimos Pa' Morir al costat de Jory Boy que li va donar un reconeixement temporal. A principis de 2016, es va donar a conèixer mundialment amb la cançó La Ocasión (produïda per Hear This Music), la qual va comptar amb la participació d'Ozuna, Arcángel i De la Ghetto i que avui dia compta amb més de 750 milions de visites en la plataforma YouTube.
El raper i empresari nord-americà Rick Ross, el va contractar pel disc Maybach Music Group, juntament amb French Montana. El 3 d'abril de 2016 va ser arrestat, per la qual cosa la seva carrera com a artista es va veure estancada.
El 2017, els portaveus d'Anuel AA van posar una demanda en contra de Maybach Music per «violar els seus drets d'autor, impagaments de regalies, incompliment de contracte i malament ús de la seva imatge». També està contractat en la companyia del cantant Ñengo Flow, Real G4 Life.

## Arrest
El 3 d'abril de 2016, Anuel AA va ser arrestat al costat d'altres persones, quan segons les autoritats, va sortir de la discoteca Tabac & Ron Lounge Sant Joan a Santurce, Puerto Rico. Li van confiscar una pistola Glock model 23 calibre 40; una Glock model 30 calibre 45 i una altra Glock model 19 calibri 9mm en un automòbil Honda Accord l'any 2007.
Els fanàtics d'Anuel AA van convocar una manifestació en el seu suport als afores de la presó federal en Guaynabo el 15 de maig de 2016. Els manifestants van portar pancartes i cigarrets en al·lusió al cantant, al moment de ser detingut per les autoritats. Va existir una campanya per al seu alliberament anomenat Free Anuel.
Alguns mitjans asseguren que l'arrest d'Anuel AA està relacionat amb el mafiós Vladimir Orizolov, famós narcotraficant i traficant d'hormones. El 19 de juliol de 2016, Anuel AA va ser sentenciat a 30 mesos de presó per possessió d'armes de foc.

## Enregistrament durant la seva detenció
Tot i la seva detenció no va tenir obstacles per al llançament de noves cançons; per exemple, la nova versió del seu tema Ahir com Ahir 2, la qual va comptar amb la col·laboració de J Balvin, Nicky Jam i Cosculluela; per a l'enregistrament del disc, ell va haver de cantar a través d'una trucada telefònica, situació que va ser ben rebuda pels seus fanàtics tal com s'aprecia en YouTube i en les altres plataformes en les quals va pujar el tema.

Anuel AA va rebre un disc platí certificat per la RIAA gràcies a les altes vendes del seu senzill Ahir gravat sota la producció de DJ Nelson. També es va mostrar agraït amb tota la gent que el va continuar fent costat i que malgrat que la seva situació no ho han oblidat, afirmant:
| « | Gracias a ustedes tengo el privilegio de recibir mi primer disco de platino estando en prisión todavía. Este premio se lo dedico a mi hijo y a ustedes que escuchan mi música y son Real Hasta la Muerte | » |

## Alliberament
El 12 de maig de 2018, Anuel AA va ser posat en llibertat, després d'estar dos anys, un mes i nou dies, però va tornar a presó vint-i-dos dies després, fins a complir amb la resta de la seva sentència. El 17 de juliol de 2018, Anuel AA va sortir de presó definitivament, complint la seva condemna de trenta mesos i va tornar llançant un àlbum inèdit i sorpresa el mateix dia.
Una de les seves properes sorpreses també després que fos posat en llibertat és la col·laboració amb 6ix9ine, raper favorit d'Anuel. El tema Bebé va sortir a les plataformes digitals el dia 31 d'agost de 2018. A més de la col·laboració amb la cantant Karol G amb qui anuncià la seva relació fa poc temps i els seus temes recents Culpables o Secreto.

## Primer àlbum d'estudi
Anuel AA va llançar el mateix dia en què va ser posat en llibertat el primer àlbum Real hasta la muerte (produït per Chris Jedi, Frabián Elí i Gaby Music) que conté 12 cançons, entre trap i reggaeton, que compta amb col·laboracions d'altres exponents del gènere urbà, entre ells Zion, Wisin, Ozuna i Ñengo Flow.
Real hasta la muerte es va convertir en l'àlbum llatí amb més reproduccions en 24 hores a escala mundial a Apple Music. Les cançons que més visites i reproduccions van tenir del disc, han estat les que després de l'àudio oficial, se n'ha presentat un vídeo oficial.

## Discografia

### Àlbums d'estudi
- 2018: Real Hasta la Muerte
- 2020: Emmanuel
- 2021: Las Leyendas Nunca Mueren
- 2022: LLNM2

### Àlbums col·laboratius
- 2021: Los dioses (amb Ozuna)